# 760
760 （七百六十、ななひゃくろくじゅう）は自然数、また整数において、759の次で761の前の数である。

## 性質
- 760は合成数であり、約数は1, 2, 4, 5, 8, 10, 19, 20, 38, 40, 76, 95, 152, 190, 380, 760である。
  - 約数の和は1800。
  - 185番目の過剰数である。1つ前は756、次は762。
- 760 = 82 + 102 + 122 + 142 + 162
  - 5連続偶数の平方和で表せる数である。1つ前は540、次は1020。
- 7602 + 1 = 577601 であり、n2 + 1 が素数になる94番目の数である。1つ前は750、次は764。(オンライン整数列大辞典の数列 A002496)
- 760 = 23 × 5 × 19
  - 3つの異なる素因数の積で p3 × q × r の形で表せる21番目の数である。1つ前は750、次は888。(オンライン整数列大辞典の数列 A189975)
- 760 = 62 + 182 + 202
  - 3つの平方数の和1通りで表せる121番目の数である。1つ前は736、次は768。(オンライン整数列大辞典の数列 A025321)
  - 異なる3つの平方数の和1通りで表せる150番目の数である。1つ前は736、次は784。(オンライン整数列大辞典の数列 A025339)
- n = 760 のとき n と n − 1 を並べた数を作ると素数になる。n と n − 1 を並べた数が素数になる80番目の数である。1つ前は750、次は762。(オンライン整数列大辞典の数列 A054211)
- 760 = 292 − 81
  - n = 29 のときの n2 − 81 の値とみたとき1つ前は703、次は819。(オンライン整数列大辞典の数列 A098850)
- 約数の和が760になる数は1個ある。(703) 約数の和1個で表せる138番目の数である。1つ前は758、次は776。
- 各位の和が13になる64番目の数である。1つ前は751、次は805。

## その他 760 に関連すること
- ISO 3166-1（JIS X 0304）国名コードの760は、シリア。
- ThinkPad 760は、ノートパソコンThinkPadのモデルの一つ。
- 760Liは、ドイツのBMWの7シリーズの一車種。
- アナポリス (USS Annapolis, SSN-760) は、アメリカ海軍のロサンゼルス級原子力潜水艦。
- 神戸電気鉄道クホ・サホ760形貨車
- SCAT航空760便墜落事故
- パガーニ・ゾンダ#760シリーズ